# Bañolas
Bañolas(en catalán y oficialmente: Banyoles) es una ciudad española, capital de la comarca del Pla de l'Estany en la provincia de Gerona, en la comunidad autónoma de Cataluña. Pertenece al ámbito funcional de las Comarcas gerundenses y al Sistema Urbano de Gerona, según el Plan territorial general de Cataluña. Además de la capital municipal, incluye los pequeños núcleos de Lio, Mas Riera, Usall (Mas Usall), Els Pins, Puigpalter de Baix y Puigpalter de Dalt.
Parte del municipio está ocupado por el lago de Bañolas, el lago natural más grande de la península ibérica.
Fue subsede oficial de los Juegos Olímpicos de 1992 en la modalidad de remo y sede oficial del Campeonato Mundial de Remo en 2004.
Durante años tuvieron una de las carpas de lago más grandes del mundo, la Ramona, ahora tienen a la Ramoneta que viene de Bordils.
Según un estudio realizado en 2011 (con datos del 2001) por la Universidad de Oviedo, Bañolas era la ciudad catalana donde se vivía mejor y la séptima de España. En este estudio se valoraban aspectos como el consumo, los servicios sociales, la vivienda, el transporte, el medio ambiente, el mercado de trabajo, la salud, la cultura y el ocio, la educación y la seguridad. El estudio tuvo en cuenta las 643 localidades con más de 23 000 habitantes y se recogieron los datos de 2001 porque eran los más recientes que había disponibles.
El nadador español y profesional Daniel Marco Ramírez ostenta el récord de cruzar el lago a mariposa.

## Demografía
Bañolas cuenta con una población de 20 599 habitantes (INE 2024).
| Gráfica de evolución demográfica de Bañolas entre 1842 y 2021                                                       |
| |
| Población de derecho según los censos de población del INE Población de hecho según los censos de población del INE |

## Administración y política
| Periodo   | Nombre               | Partido                |
| --------- | -------------------- | ---------------------- |
| 1979-1983 | Salvador Juncà       | ERC                    |
| 1983-1987 | Pere Hernández       | CiU                    |
| 1987-1991 | Pere Hernández       | CiU                    |
| 1991-1995 | Joan Solana Figueras | Plataforma Progresista |
| 1995-1999 | Joan Solana Figueras | Plataforma Progresista |
| 1999-2003 | Pere Bosch Cuenca    | ERC                    |
| 2003-2007 | Pere Bosch Cuenca    | ERC                    |
| 2007-2011 | Miquel Noguer Planas | CiU                    |
| 2011-2015 | Miquel Noguer Planas | CiU                    |
| 2015-2019 | Miquel Noguer Planas | CiU                    |
| 2019-2023 | Miquel Noguer Planas | JxCat                  |